# Lissodendoryx variisclera
Lissodendoryx variisclera är en svampdjursart som först beskrevs av Swartschewsky 1905.  Lissodendoryx variisclera ingår i släktet Lissodendoryx och familjen Coelosphaeridae.
Artens utbredningsområde är Svarta Havet. Inga underarter finns listade i Catalogue of Life.